# Eric Stokloßa
Eric Stokloßa (* 1979 in Dresden) ist ein deutscher Opernsänger (Tenor).

## Leben
Eric Stokloßa erhielt seine Ausbildung beim Dresdner Kreuzchor sowie an der Hochschule für Musik Carl-Maria von Weber in Dresden. Im Jahr 2007 sang er bei den Wiener Festwochen den Aljeja in Leoš Janáčeks „Aus einem Totenhaus“ unter der Regie von Patrice Chéreau. Dieselbe Rolle sang er dann auch beim Holland Festival und beim Festival in Aix-en-Provence, sowie 2008 in einer neuen Produktion unter der Regie von David Pountney auch am Teatro Massimo in Palermo. Ebenfalls mit dieser Rolle war er an der Metropolitan Opera in New York City (2009) und am Teatro alla Scala in Mailand (2010) zu sehen. Im Januar 2009 gab er sein Debüt am Teatro alla Scala in Mailand in der Rolle des Janek in Janáčeks „Die Sache Makropulos“ bei einer Inszenierung von Luca Ronconi.
Vor allem in seiner Heimatstadt Dresden tritt er regelmäßig als Konzertsänger auf. Er singt regelmäßig bei Aufführungen in der Dresdner Frauenkirche und war schon als Solist zu Gast bei den Dresdner Musikfestspielen, dem Dresdner Kammerchor und dem Dresdner Kreuzchor.

## Filme
- Aus einem Totenhaus (Komponist: Leoš Janáček), 2008 – DVD Deutsche Grammophon

## Auszeichnungen und Ehrungen
- Eric Stokloßa ist Preisträger des Europäischen Musikfestes Stuttgart 2005